# ドクイング
ドクイング（DOK-ING d.o.o.）は、1992年設立のクロアチアの自動車メーカーである。電気自動車、無人自動車などに特化している。
同社の電動機は、主にプーラに本拠地を置くテマ社の供給物を使用している。